# زيزفون أوروبي
زيزفون أوروبي (بالإنجليزية: Tilia × europaea)‏ وتعرف عموما بالزيزفون الشائع (الجزر البريطانية) هي نبات هجين بين الزيزفون قلبي الورق (الزيزفون صغير الأوراق) والزيزفون الهولندي. تتواجد في البر في أوروبا في مناطق متفرقة أين يقطن كلا النوعين الأبوي. وليس لها صلة وثيقة بشجرة فاكهة البنزهير وهو نوع من الليمون.